# .zw
.zw este un domeniu de internet de nivel superior, pentru Zimbabwe (ccTLD).